# Molnári
Molnári è un comune dell'Ungheria di 782 abitanti (dati 2001). È situato nella contea di Zala.